# Cypraeovula
Genre
Cypraeovula est un genre de gastéropodes d'aspect lisse et brillant, de la famille des « porcelaines » (Cypraeidae).

## Liste des espèces
Selon World Register of Marine Species (29 octobre 2014) :
- Cypraeovula alfredensis (Schilder & Schilder, 1929)
- Cypraeovula algoensis (Gray, 1825)
- Cypraeovula amphithales (Melvill, 1888)
- Cypraeovula capensis (Gray, 1828)
- Cypraeovula castanea (Higgins, 1868)
- Cypraeovula cohenae (Burgess, 1965)
- Cypraeovula colligata Lorenz, 2002
- Cypraeovula connelli (Liltved, 1983)
- Cypraeovula coronata (Schilder, 1930)
- Cypraeovula cruickshanki (Kilburn, 1972)
- Cypraeovula edentula (Gray, 1825)
- Cypraeovula fuscodentata (J.E. Gray, 1825)
- Cypraeovula fuscorubra (Shaw, 1909)
- Cypraeovula immelmani Liltved, 2002
- Cypraeovula iutsui Shikama, 1974
- Cypraeovula kesslerorum Lorenz, 2006
- Cypraeovula mikeharti Lorenz, 1985
- Cypraeovula volvens Fazzini & Bergonzoni, 2004

Noms en synonymie
- †Cypraeovula elegans, un synonyme de †Cypraedia elegans Defrance, 1826

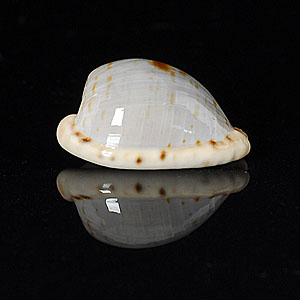
Cypraeovula alfredensis
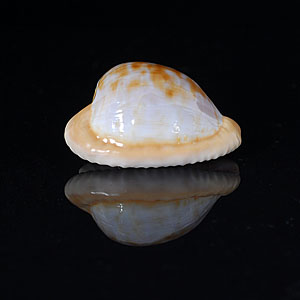
Cypraeovula coronata
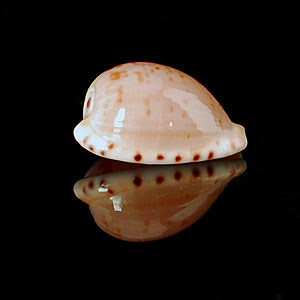
Cypraeovula edentula
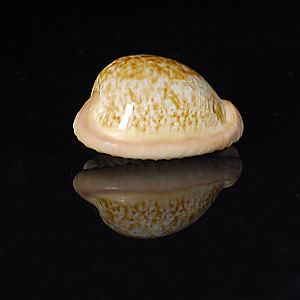
Cypraeovula fuscorubra
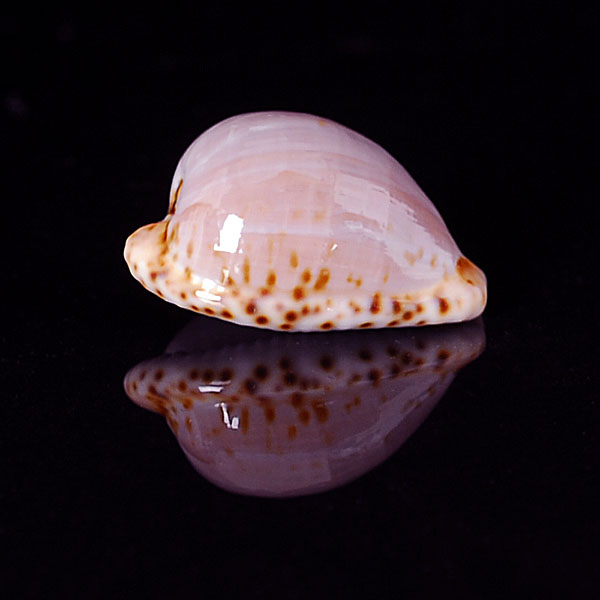
Cypraeovula mikeharti